# AL-KO
AL-KO GmbH (dansk AL-KO Ginge) er en tysk producent af havemaskiner og haveredskaber med hovedkvarter i Kötz, Landkreis Günzburg i Bayern. Virksomheden blev grundlagt i 1931, af Alois Kober (1908–1996), som en mindre smedje i Großkötz. 
I dag har de over 30 afdelinger og beskæftiger over 2.600 ansatte.
Den tidligere danske virksomhed Ginge fremstillede fra 1917 og frem,  barberblade,  køkkenredskaber, plæneklippere mm. 